# Inga-Britt Johansson
Inga-Britt Johansson (ur. 23 marca 1937 w Brunflo, zm. 19 kwietnia 2021) – szwedzka polityk, deputowana do Riksdagu, posłanka do Parlamentu Europejskiego IV kadencji.

## Życiorys
Pracowała m.in. jako krawcowa, robotnik w Volvo AB i inspektor w agencji zatrudnienia. Była działaczką związkową, została członkinią Szwedzkiej Socjaldemokratycznej Partii Robotniczej. W drugiej połowie lat 70. została radną Göteborga. W 1980 i 1981 czasowo wchodziła w skład Riksdagu, zastępując jednego z posłów. W latach 1982–1995 i 1995–1998 sprawowała mandat deputowanej do Riksdagu, reprezentując gminę Göteborg. Pomiędzy tymi okresami w 1995 była europosłanką IV kadencji w ramach delegacji krajowej.